# Missa in honorem BVM
De Missa in honorem Beatissimae Virginis Mariae, ook wel Missa in honorem BVM, Grote Orgelmis of Missa Sancti Jesephi genoemd (Hob. XXII:4), is een mis geschreven door Joseph Haydn voor het hof van Prins Nikolaus Esterházy.
Haydn schreef in totaal 15 missen (zie Missen van Joseph Haydn); de Missa in honorem BVM is de vierde mis die hij componeerde.

## Datering en naam
Alleen het Sanctus, Benedictus en een deel van het Agnus dei zijn in autograaf overgeleverd. Omdat Haydn de gewoonte had de datum te plaatsen aan het begin van een werk is niet exact bekend wanneer de mis is geschreven. Hoboken dateert de mis rond 1774, maar de watermerken in het papier zijn gelijk aan de merken die te vinden zijn in delen van Haydns opera Le pescatrici uit 1769. Dit feit, samen met het opnemen door Haydn van de mis in zijn Entwurf-Katalog in ongeveer 1768 of 1769, heeft tot de conclusie geleid dat de Missa in honorem BVM tussen 1768-1769 is gecomponeerd
De mis hoort daarmee tot de vroegste religieuze werken die Haydn voor Esterházy componeerde na zijn benoeming tot Kapellmeister (zie hierna).
De mis is bijgenaamd Grote Orgelmis ter onderscheiding van de Missa Brevis Sancti Joannis de Deo die de bijnaam Kleine Orgelmis heeft gekregen.

## Kapellmeister Joseph Haydn
Na de dood van Kapellmeister Gregor Werner op 3 maart 1766 kreeg Haydn diens functie. Tot zijn taken behoorden de compositie en de productie van kerkmuziek. In de volgende 10 jaar volgden grote religieuze werken: o.a. vijf missen, het Stabat Mater (1767), het Salve Regina en een groot aantal kleinere werken dateren uit deze periode. Maar die werken waren niet alle voor Esterházy bestemd. Slechts de Grote Orgelmis en de Missa Sancti Nicolai (1772) werden voor Esterházy geschreven. Het contract met Haydn verbood het aannemen van opdrachten van elders zonder toestemming van de Prins, maar op het gebied van religieuze muziek werd het Haydn toegestaan om wel contacten te leggen. Prins Esterházy was duidelijk niet geïnteresseerd in kerkmuziek en de uitvoeringsmogelijkheden voor deze muziek aan het hof namen af

## Compositie
Haydn beschikte over een orkest dat een fluit omvatte (maar niet altijd), twee hobo's (afgewisseld met cors anglais), een fagot, twee hoorns en strijkers. Tot 1773 moesten trompetten en pauken voor speciale gelegenheden van elders worden gehaald.
De oorspronkelijke versie van de Grote Orgelmis omvat cors anglais, hoorns, strijkers en soloorgel; een fagot maakte waarschijnlijk deel uit van de baslijn, maar aangezien dat standaard was, wordt er geen aparte vermelding van gemaakt. Rond 1768 waren hobo's en cors anglais zo verbeterd dat hobo's een cis konden spelen en de cors anglais de lage Es, wat in beide gevallen daarvoor onmogelijk was. Haydn gebruikt deze mogelijkheid in de opening van het Gloria van de mis.
De Missa in honorem BVM is een duidelijk voorbeeld van de stijl en schrijfwijze die in die tijd in Oostenrijk gangbaar was voor missen: statige monumentale delen in fugastijl in combinatie met zeer rococo-achtige orgelsolo's. Een voorbeeld is het Dona nobis pacem, waarin de plechtige fuga's een aantal maal onderbroken worden door bijna frivole passages op het orgel – de laatste hoogstwaarschijnlijk oorspronkelijk door Haydn zelf uitgevoerd. De mis heeft door deze gekozen opzet, met de zeer versierende rol van het orgel, een zeer elegant, 'opgewekt' karakter.
Missen met obligaat orgel horen eveneens tot de Oostenrijkse traditie (vergelijk de missen van Carl Ditters von Dittersdorf, Mozart en Georg von Reutter). Een mis in Es was echter ongebruikelijk, evenals het gebruik van twee cors anglais en twee hoorns. Samen met de instrumentatie maakt dit de Grote Orgelmis tot een erg individueel werk.
De eerste uitvoering van de mis vond waarschijnlijk plaats in de kapel van het kasteel van de Esterházy's  in Eisenstadt in de winter van 1768 of 1769. Voor een latere uitvoering (midden jaren zeventig 18e eeuw) heeft Haydn trompetten en pauken toegevoegd; ze zijn van de hand van Haydns kopiist Joseph Elßler, wat een bevestiging van de authenticiteit is. Andere versies in instrumentatie met de vervanging van klarinetten voor de hobo's en altviolen voor de cors anglais zijn niet authentiek.

## Ontvangst
De waardering voor Haydns missen is in (het overwegend protestantse) Nederland niet in overeenstemming met de artistiek muzikale waarde van deze werken. De werken zijn sterk vanuit liturgisch gebruik gedacht, maar dat verklaart niet waarom Haydns missen zelden worden uitgevoerd in Nederland (een publiekslieveling als Mozarts Requiem is tenslotte ook een liturgische dodenmis). Haydns minder grote populariteit hangt waarschijnlijk samen met het feit dat de tragiek die aan Mozart kleeft - het miskende genie dat vroeg overleed – bij Haydn ontbreekt (hij vierde grote triomfen en overleed als relatief oud man, alom gewaardeerd).
Kortom, van een enorme belangstelling voor de missen waar Robbins Landon en Wyn Jones van spreken is in Nederland geen sprake geweest. Overigens geldt dat voor een groot deel van zijn oeuvre, met uitzondering van de (terecht) populaire Die Schöpfung en
Die Jahreszeiten en de twee celloconcerten.

## Geselecteerde discografie
- Grote Orgelmis, Solisten, The Choir of Christ Church Cathedral Oxford en The Academy of Ancient Music o.l.v. Simon Preston (met de Missa Sancti Nicolai en de Missa 'Rorate coeli desuper'; Decca-L'Oiseay Lyre, 421 478-2)
- Grote Orgelmis, Solisten en Collegium Musicum 90 o.l.v. Richard Hickox (met de Missa Cellensis; Chandos CHAN 0674)